# Mose Allison

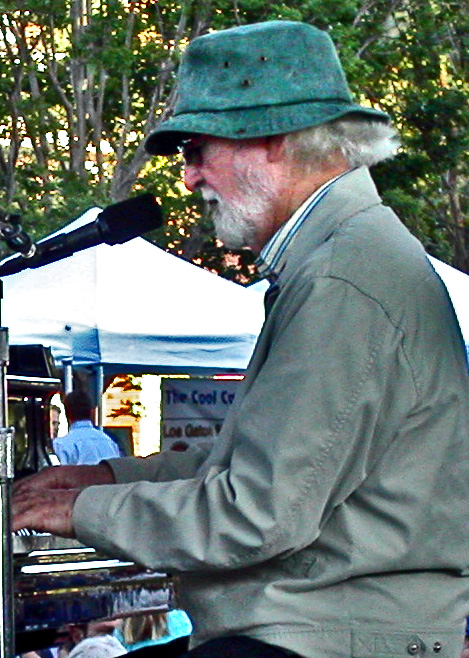
Mose Allison bei einem Konzert in Los Gatos (Juli 2007)

John Mose Allison Jr. (* 11. November 1927 in Tippo, Tallahatchie County, Mississippi; † 15. November 2016 ebenda) war ein US-amerikanischer Jazzpianist und Sänger.

## Leben
Allison fing während seiner Schulzeit an, Klavier zu spielen und blies Trompete, während er an der Highschool war. Allison ging auf die University of Mississippi und die Louisiana State University und machte dort seinen Abschluss in Anglistik. Nachdem er in der US Army gedient hatte, zog er nach New York City, wo seine Jazz-Karriere begann. Während der 1950er arbeitete er mit Stan Getz, Gerry Mulligan, Al Cohn und Zoot Sims. Dann konzentrierte er sich auf die Arbeit in seinem Trio und gastierte zuweilen auch in Europa.
Er war Vater der Countrysängerin Amy Allison.
Im Jahr 2006 wurde er in die Long Island Music Hall of Fame aufgenommen.

## Wirkung
Seine Musik hat viele Blues- und Rock-Interpreten beeinflusst, darunter The Rolling Stones, John Mayall, J. J. Cale, Herman Brood und The Who, die seinen Song Young Man Blues bei mehreren Tourneen spielten. Blue Cheer nahm eine Version des Songs Parchman Farm für ihr Debütalbum auf. The Yardbirds und The Misunderstood coverten seinen Song I’m Not Talking. Sein Song Look Here wurde von The Clash auf deren Album Sandinista! gecovert. Van Morrison veröffentlichte ein Album mit seinen Stücken unter dem Namen Tell Me Something: The Songs of Mose Allison. Elvis Costello nahm den Song Everybody’s Cryin’ Mercy für sein Album Kojak Variety auf. Joe Bonamassa spielte Young Man Blues auf dem Livealbum Beacon Theatre – Live from New York. Außerdem widmeten die Pixies ihm einen Song namens Allison. Die Band Vaya Con Dios coverte 1995 auf ihrem Album Roots & Wings Allisons berühmten Song Your Mind Is on Vacation.
2019 erschien das Album If You’re Going to the City: A Tribute to Mose Allison, auf dem Musiker diverser Genres, z. B. Elvis Costello, Taj Mahal, Iggy Pop, Fiona Apple, Ben Harper, Bonnie Raitt, Jackson Browne oder Frank Black mit ihren Interpretationen populärer Songs von Mose Allison den Kollegen bedenken. 2020 erschien The Jerry Granelli Trio Plays Vince Guaraldi & Mose Allison.

## Diskografie
- Back Country Suite (1957)
- Local Color (1957)
- Mose Allison Sings (1957)
- Young Man Mose (1958)
- Ramblin’ with Mose (1958)
- Autumn Song (1959)
- A Modern Jazz Premiere (1959)
- Transfiguration of Hiram Brown (1959)
- I Love the Life I Live (1960)
- V-8 Ford Blues (1961)
- Take to the Hills (1961)
- That’s Jazz (1962)
- I Don’t Worry About a Thing (1962)
- Swingin’ Machine (1962)
- The Song of Mose Allison (1964)
- The Word from Mose Allison (1964)
- Wild Man on the Loose (1965)
- Mose Alive! (1965)
- I’ve Been Doin’ Some Thinkin’ (1968)
- Hello There, Universe (1969)
- Western Man (1971)
- Mose in Your Ear – live (1972)
- Your Mind Is on Vacation (1976)
- Pure Mose – live (1978)
- Middle Class White Boy (1982)
- Lesson in Living – live (1982)
- Ever Since the World Ended (1987)
- The Best of Mose Allison (1988)
- My Backyard (1989)
- The Earth Wants You – live (1993)
- Gimcracks and Gewgaws (1997)
- The Mose Chronicles: Live in London, vol. 1 (2001)
- The Mose Chronicles: Live in London, vol. 2 (2002)
- The Way of the World (2010)